# The Voice of Germany
The Voice of Germany [ðə ˈvɔɪs əv ˈdʒɜːmənɪ] (englisch für Die Stimme Deutschlands, abgekürzt auch TVOG) ist eine deutsche Gesangs-Castingshow, die seit November 2011 von den Fernsehsendern ProSieben und Sat.1 ausgestrahlt wird. Sie basiert auf dem Castingshow-Konzept The Voice, das erstmals Ende 2010 in den Niederlanden unter dem Titel The Voice of Holland umgesetzt wurde. Die deutsche Ausgabe wird von Talpa und Schwartzkopff TV-Productions bzw. seit 2015 von Talpa Germany und seit 2019 von ITV Studios Germany produziert.
Die Sieger der ersten vierzehn Staffeln waren Ivy Quainoo, Nick Howard, Andreas Kümmert, Charley Ann Schmutzler, Jamie-Lee Kriewitz, Tay Schmedtmann, Natia Todua, Samuel Rösch, Claudia Emmanuela Santoso, Paula Dalla Corte, Sebastian Krenz, Anny Ogrezeanu, Malou Lovis Kreyelkamp und Jennifer Lynn.

## Konzept
Etwa 150 Teilnehmer werden zur ersten Phase der Fernsehsendung, den Blind Auditions, eingeladen. Dort müssen die Kandidaten, begleitet von einer Live-Band, vor Publikum auf einer Bühne vorsingen. Die Jurymitglieder können die Sänger zunächst nur hören, aber nicht sehen, weil sie in einem Drehstuhl mit dem Rücken zur Bühne sitzen. Sie können für einen Kandidaten stimmen, indem sie während seines Vortrags einen Knopf drücken, um ihren Stuhl zur Bühne zu drehen. Der Kandidat kommt eine Runde weiter, wenn er mindestens eine der vier Jurystimmen erhält. Haben sich mehrere Jurymitglieder umgedreht, wählt der Kandidat seinen Coach für die weiteren Runden. In den Blind Auditions soll jeder der vier Coaches eine gleich große Gruppe von Kandidaten bekommen.
Es folgt ein Trainingsabschnitt, in dem die Coaches ihre Kandidaten auf die Battles genannte zweite Phase vorbereiten. Hier singen jeweils zwei oder auch drei Kandidaten derselben Coachinggruppe ein Lied gemeinsam. Nur einer der Kandidaten kommt nach Entscheidung des jeweiligen Coaches weiter. Ab der dritten Staffel (2013) konnte ein Kandidat, der von seinem eigenen Coach nicht weitergewählt wurde, durch einen sogenannten Steal Deal von einem der anderen Coaches übernommen werden; wollten mehrere Coaches denselben Kandidaten übernehmen, so wählte dieser seinen neuen Coach – ähnlich wie in den Blind Auditions – selbst aus. In Staffel 9 hatte jeder Coach unbegrenzte Steals, nur tauschte er mit jedem Steal den zuvor übernommenen Kandidaten durch den neuen aus. In Staffel 10 wurde die Zahl der Steals pro Team wieder auf zwei begrenzt. Seit Staffel 13 gibt es keine Steal Deals mehr.
In der dritten Staffel wurde als dritte Phase der Showdown eingeführt. Jeder der 48 verbliebenen Teilnehmer bereitete ein selbstgewähltes Lied vor. Danach entschied jeder Coach, welche zwei seiner Kandidaten mit ihrem Liedvortrag gegeneinander antraten. Nach dem Vortrag beider Kandidaten wählte der Coach einen von ihnen für die Liveshow-Phase aus, in die alle vier Coaches mit je sechs Teilnehmern einzogen.
In der vierten Staffel wurde die dritte Phase Knockouts genannt. Je drei vom Coach bestimmte Teilnehmer der neun Kandidaten einer Gruppe trugen nacheinander einen selbstgewählten Song vor. Danach wählte der Coach einen der drei für die Liveshows aus. Ähnlich wie in der Battle Round übernahm jeder Coach einen der nicht direkt weitergewählten Kandidaten einer anderen Gruppe; damit gingen alle vier Coaches mit je vier Teilnehmern in die Liveshow-Phase.
Ab der fünften Staffel trug in jeder Coachinggruppe jeder der zehn Kandidaten ein Lied vor, wonach der jeweilige Coach seine drei Liveshow-Teilnehmer auswählte. In der sechsten Staffel wurde diese dritte Phase in Sing Offs umbenannt. In der zehnten Staffel hatte jedes Team nur noch die Möglichkeit, zwei Kandidaten ins Halbfinale einziehen zu lassen. Seit der 13. Staffel wird diese Phase durch die Teamfights ersetzt. Hierbei treten die Kandidaten aus den verschiedenen Teams nacheinander an, um um einen der vier sogenannten Hotseats zu kämpfen. Dadurch ist es nun möglich, dass pro Team eine variable Anzahl an Teilnehmern in die Liveshows einziehen kann.
In der letzten Phase, den Liveshows, treten die Kandidaten innerhalb ihrer Coachinggruppen gegeneinander an und wurden in den ersten fünf Staffeln sowohl von den Coaches als auch per Televoting von den Fernsehzuschauern bewertet. In Staffel 1 bis 4 mussten die Coaches Punkte für die Liedvorträge ihrer Schützlinge verteilen, in Staffel 5 bestimmten sie lediglich einen ihrer Kandidaten für das Halbfinale. Schon in Staffel 1 bis 5 entschieden nur die Fernsehzuschauer über den Finalsieg. Seit der sechsten Staffel fallen alle Entscheidungen der Liveshows allein durch die Zuschauer. Vertreter unterschiedlicher Coaches trafen in Staffel 3 bis 5 schon im Halbfinale aufeinander, in den anderen Staffeln erst im Finale. In der dreizehnten Staffel traten erstmals alle Kandidaten im Halbfinale gegeneinander an, die Teamzugehörigkeit war für ein Weiterkommen ins Finale nicht mehr relevant.

## Staffeln

### Übersicht
Legende
_ The BossHoss
_ Nena
_ Rea Garvey
_ Xavier Naidoo
_ Max Herre
_ Samu Haber
_ Stefanie Kloß
_ Michi Beck & Smudo
_ Andreas Bourani
_ Yvonne Catterfeld
_ Mark Forster
_ Michael Patrick Kelly
_ Alice Merton
_ Sido
_ Nico Santos
_ Stefanie Kloß & Yvonne Catterfeld
_ Samu Haber & Rea Garvey
_ Michael Schulte
_ Sarah Connor
_ Johannes Oerding
_ Elif
_ Peter Maffay
_ Ronan Keating
_ Shirin David
_ Bill Kaulitz & Tom Kaulitz
_ Giovanni Zarrella
_ Kamrad
| Staffel | Staffel                   | Gewinner                  | Platz 2                  | Weitere Finalisten         | „Winning Coach“         | Moderatoren       | Moderatoren                        | Coaches (Reihe) | Coaches (Reihe)   | Coaches (Reihe) | Coaches (Reihe) | Coaches (Reihe)   |
| Nr.     | Zeitraum                  | Gewinner                  | Platz 2                  | Weitere Finalisten         | „Winning Coach“         | Moderatoren       | Moderatoren                        | 1               | 2                 | 3               | 4               | Online            |
| ------- | ------------------------- | ------------------------- | ------------------------ | -------------------------- | ----------------------- | ----------------- | ---------------------------------- | --------------- | ----------------- | --------------- | --------------- | ----------------- |
| 1       | 24.11.2011 bis 10.02.2012 | Ivy Quainoo               | Kim Sanders              | Michael Schulte            | The BossHoss            | Stefan Gödde      | Doris Golpashin                    | Rea             | Nena              | The BossHoss    | Xavier          | Kein Online- Team |
| 1       | 24.11.2011 bis 10.02.2012 | Ivy Quainoo               | Kim Sanders              | Max Giesinger              | The BossHoss            | Stefan Gödde      | Doris Golpashin                    | Rea             | Nena              | The BossHoss    | Xavier          | Kein Online- Team |
| 2       | 18.10.2012 bis 14.12.2012 | Nick Howard               | Isabell Schmidt          | Michael Lane               | Rea Garvey              | Thore Schölermann | Doris Golpashin                    | Rea             | Nena              | The BossHoss    | Xavier          | Kein Online- Team |
| 2       | 18.10.2012 bis 14.12.2012 | Nick Howard               | Isabell Schmidt          | James Borges               | Rea Garvey              | Thore Schölermann | Doris Golpashin                    | Rea             | Nena              | The BossHoss    | Xavier          | Kein Online- Team |
| 3       | 17.10.2013 bis 20.12.2013 | Andreas Kümmert           | Chris Schummert          | Judith van Hel             | Max Herre               | Thore Schölermann | Doris Golpashin                    | Samu            | Nena              | The BossHoss    | Max             | Kein Online- Team |
| 3       | 17.10.2013 bis 20.12.2013 | Andreas Kümmert           | Chris Schummert          | Debbie Schippers           | Max Herre               | Thore Schölermann | Doris Golpashin                    | Samu            | Nena              | The BossHoss    | Max             | Kein Online- Team |
| 4       | 09.10.2014 bis 12.12.2014 | Charley Ann Schmutzler    | Lina Arndt               | Andrei Vesa                | Michi Beck & Smudo      | Thore Schölermann | Doris Golpashin                    | Rea             | Michi & Smudo     | Stefanie        | Samu            | Kein Online- Team |
| 4       | 09.10.2014 bis 12.12.2014 | Charley Ann Schmutzler    | Lina Arndt               | Marion Campbell            | Michi Beck & Smudo      | Thore Schölermann | Doris Golpashin                    | Rea             | Michi & Smudo     | Stefanie        | Samu            | Kein Online- Team |
| 5       | 15.10.2015 bis 17.12.2015 | Jamie-Lee Kriewitz        | Ayke Witt                | Tiffany Kemp               | Michi Beck & Smudo      | Thore Schölermann | Lena Gercke                        | Rea             | Stefanie          | Michi & Smudo   | Andreas         | Kein Online- Team |
| 5       | 15.10.2015 bis 17.12.2015 | Jamie-Lee Kriewitz        | Ayke Witt                | Isabel Ment                | Michi Beck & Smudo      | Thore Schölermann | Lena Gercke                        | Rea             | Stefanie          | Michi & Smudo   | Andreas         | Kein Online- Team |
| 6       | 20.10.2016 bis 18.12.2016 | Tay Schmedtmann           | Robin Resch              | Marc Amacher               | Andreas Bourani         | Thore Schölermann | Lena Gercke                        | Samu            | Yvonne            | Michi & Smudo   | Andreas         | Kein Online- Team |
| 6       | 20.10.2016 bis 18.12.2016 | Tay Schmedtmann           | Robin Resch              | Boris A. Stein             | Andreas Bourani         | Thore Schölermann | Lena Gercke                        | Samu            | Yvonne            | Michi & Smudo   | Andreas         | Kein Online- Team |
| 7       | 19.10.2017 bis 17.12.2017 | Natia Todua               | Benedikt Köstler         | Anna Heimrath              | Samu Haber              | Thore Schölermann | Lena Gercke                        | Mark            | Michi & Smudo     | Yvonne          | Samu            | Kein Online- Team |
| 7       | 19.10.2017 bis 17.12.2017 | Natia Todua               | Benedikt Köstler         | BB Thomaz                  | Samu Haber              | Thore Schölermann | Lena Gercke                        | Mark            | Michi & Smudo     | Yvonne          | Samu            | Kein Online- Team |
| 8       | 18.10.2018 bis 16.12.2018 | Samuel Rösch              | Benjamin Dolic           | Jessica Schaffler          | Michael Patrick Kelly   | Thore Schölermann | Lena Gercke                        | Michael Patrick | Michi & Smudo     | Yvonne          | Mark            | Kein Online- Team |
| 8       | 18.10.2018 bis 16.12.2018 | Samuel Rösch              | Benjamin Dolic           | Eros Atomus Isler          | Michael Patrick Kelly   | Thore Schölermann | Lena Gercke                        | Michael Patrick | Michi & Smudo     | Yvonne          | Mark            | Kein Online- Team |
| 9       | 12.09.2019 bis 10.11.2019 | Claudia Emmanuela Santoso | Erwin Kintop             | Lucas Rieger               | Alice Merton            | Thore Schölermann | Lena Gercke                        | Mark            | Alice             | Sido            | Rea             | Nico              |
| 9       | 12.09.2019 bis 10.11.2019 | Claudia Emmanuela Santoso | Erwin Kintop             | Fidi Steinbeck             | Alice Merton            | Thore Schölermann | Lena Gercke                        | Mark            | Alice             | Sido            | Rea             | Nico              |
| 9       | 12.09.2019 bis 10.11.2019 | Claudia Emmanuela Santoso | Erwin Kintop             | Freschta Akbarzada         | Alice Merton            | Thore Schölermann | Lena Gercke                        | Mark            | Alice             | Sido            | Rea             | Nico              |
| 10      | 08.10.2020 bis 20.12.2020 | Paula Dalla Corte         | Oliver Henrich           | Maël und Jonas             | Samu Haber & Rea Garvey | Thore Schölermann | Annemarie Carpendale / Lena Gercke | Mark            | Stefanie & Yvonne | Nico            | Samu & Rea      | Michael           |
| 10      | 08.10.2020 bis 20.12.2020 | Paula Dalla Corte         | Oliver Henrich           | Alessandro Pola            | Samu Haber & Rea Garvey | Thore Schölermann | Annemarie Carpendale / Lena Gercke | Mark            | Stefanie & Yvonne | Nico            | Samu & Rea      | Michael           |
| 10      | 08.10.2020 bis 20.12.2020 | Paula Dalla Corte         | Oliver Henrich           | Tosari Udayana             | Samu Haber & Rea Garvey | Thore Schölermann | Annemarie Carpendale / Lena Gercke | Mark            | Stefanie & Yvonne | Nico            | Samu & Rea      | Michael           |
| 11      | 07.10.2021 bis 19.12.2021 | Sebastian Krenz           | Gugu Zulu                | Katarina Mihaljevic        | Johannes Oerding        | Thore Schölermann | Lena Gercke                        | Mark            | Nico              | Sarah           | Johannes        | Elif              |
| 11      | 07.10.2021 bis 19.12.2021 | Sebastian Krenz           | Gugu Zulu                | Linda Elsener              | Johannes Oerding        | Thore Schölermann | Lena Gercke                        | Mark            | Nico              | Sarah           | Johannes        | Elif              |
| 11      | 07.10.2021 bis 19.12.2021 | Sebastian Krenz           | Gugu Zulu                | Charlene & Florian Gallant | Johannes Oerding        | Thore Schölermann | Lena Gercke                        | Mark            | Nico              | Sarah           | Johannes        | Elif              |
| 12      | 18.08.2022 bis 04.11.2022 | Anny Ogrezeanu            | Julian Pförtner          | Tammo Förster              | Mark Forster            | Thore Schölermann | Melissa Khalaj                     | Rea             | Stefanie          | Peter           | Mark            | Kein Online- Team |
| 12      | 18.08.2022 bis 04.11.2022 | Anny Ogrezeanu            | Julian Pförtner          | Basti Schmidt              | Mark Forster            | Thore Schölermann | Melissa Khalaj                     | Rea             | Stefanie          | Peter           | Mark            | Kein Online- Team |
| 13      | 21.09.2023 bis 08.12.2023 | Malou Lovis Kreyelkamp    | Desirey Sarpong Agyemang | Egon Herrnleben            | Bill & Tom Kaulitz      | Thore Schölermann | Melissa Khalaj                     | Giovanni        | Bill & Tom        | Shirin          | Ronan           | Kein Online- Team |
| 13      | 21.09.2023 bis 08.12.2023 | Malou Lovis Kreyelkamp    | Desirey Sarpong Agyemang | Joy Esquivias              | Bill & Tom Kaulitz      | Thore Schölermann | Melissa Khalaj                     | Giovanni        | Bill & Tom        | Shirin          | Ronan           | Kein Online- Team |
| 13      | 21.09.2023 bis 08.12.2023 | Malou Lovis Kreyelkamp    | Desirey Sarpong Agyemang | Emely Myles                | Bill & Tom Kaulitz      | Thore Schölermann | Melissa Khalaj                     | Giovanni        | Bill & Tom        | Shirin          | Ronan           | Kein Online- Team |
| 14      | 26.09.2024 bis 06.12.2024 | Jennifer Lynn             | Jenny Hohlbauch          | Sebastian Zappel           | Samu Haber              | Thore Schölermann | Melissa Khalaj                     | Mark            | Yvonne            | Kamrad          | Samu            | Kein Online- Team |
| 14      | 26.09.2024 bis 06.12.2024 | Jennifer Lynn             | Jenny Hohlbauch          | Emily Rose König           | Samu Haber              | Thore Schölermann | Melissa Khalaj                     | Mark            | Yvonne            | Kamrad          | Samu            | Kein Online- Team |
| 14      | 26.09.2024 bis 06.12.2024 | Jennifer Lynn             | Jenny Hohlbauch          | Kathrin German             | Samu Haber              | Thore Schölermann | Melissa Khalaj                     | Mark            | Yvonne            | Kamrad          | Samu            | Kein Online- Team |
| 14      | 26.09.2024 bis 06.12.2024 | Jennifer Lynn             | Jenny Hohlbauch          | Ingrid Arthur              | Samu Haber              | Thore Schölermann | Melissa Khalaj                     | Mark            | Yvonne            | Kamrad          | Samu            | Kein Online- Team |
| 15      | ab Herbst 2025            |                           |                          |                            |                         | Thore Schölermann | Melissa Khalaj                     | Nico            | Michi & Smudo     | Shirin          | Rea             | Calum             |

### Erste Staffel (2011–2012)

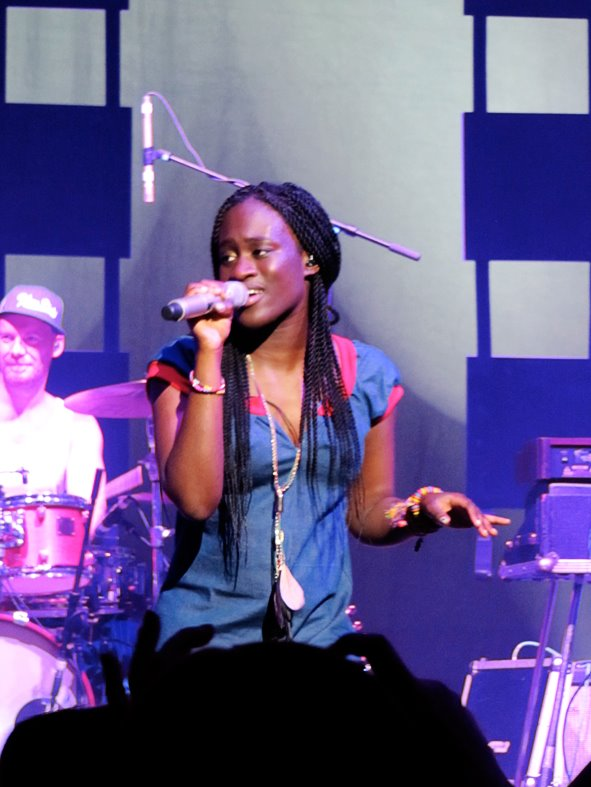
Ivy Quainoo, Siegerin der ersten Staffel

Die erste Staffel der Show wurde vom 24. November 2011 bis zum 10. Februar 2012 im Fernsehen ausgestrahlt. Moderiert wurde die erste Staffel von Stefan Gödde und backstage von Doris Golpashin. Die Jury bestand aus der Popmusikerin Nena, dem Soulsänger Xavier Naidoo, dem Sänger und Gitarristen Rea Garvey und aus dem Duo Alec Völkel und Sascha Vollmer von der Band The BossHoss. Gewinnerin der ersten Staffel wurde Ivy Quainoo mit ihrem Song Do You Like What You See.
| Kandidat        | Eigenes Lied             | Ergebnis      | Coach(es)     |
| --------------- | ------------------------ | ------------- | ------------- |
| Ivy Quainoo     | Do You Like What You See | Gewinner      | The BossHoss  |
| Kim Sanders     | Haunted                  | Zweiter Platz | Nena          |
| Michael Schulte | Carry Me Home            | Dritter Platz | Rea Garvey    |
| Max Giesinger   | Dach der Welt            | Vierter Platz | Xavier Naidoo |

### Zweite Staffel (2012)

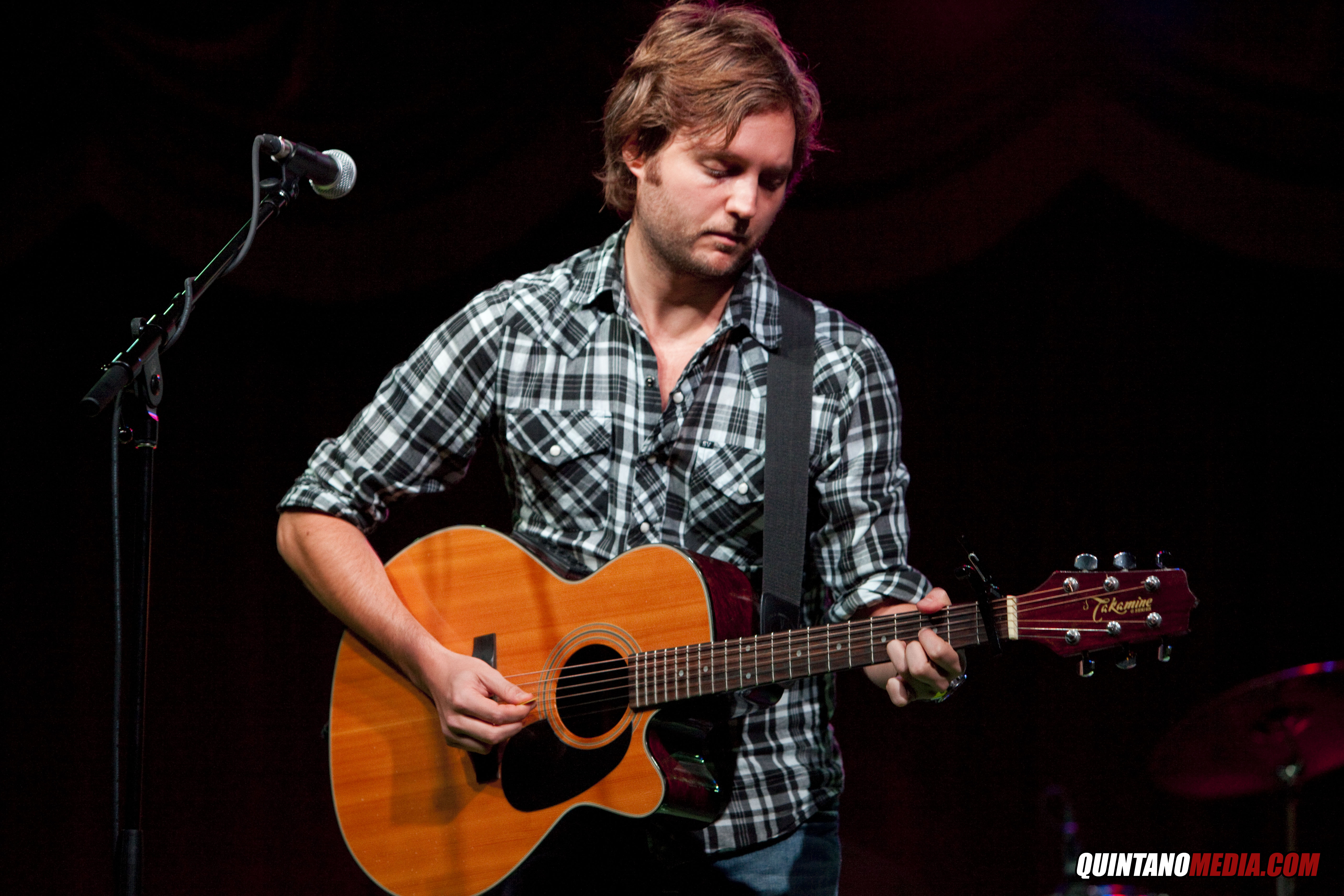
Nick Howard, Gewinner der zweiten Staffel

Vom 18. Oktober bis 14. Dezember 2012 wurde die zweite Staffel von The Voice of Germany ausgestrahlt. Die vier Coaches blieben dieselben wie in der ersten Staffel. Moderiert wurde die zweite Staffel von Thore Schölermann. Der Gewinner der zweiten Staffel wurde Nick Howard mit seinem Song Unbreakable.
| Kandidat        | Eigenes Lied | Ergebnis      | Coach(es)     |
| --------------- | ------------ | ------------- | ------------- |
| Nick Howard     | Unbreakable  | Gewinner      | Rea Garvey    |
| Isabell Schmidt | Heimweh      | Zweiter Platz | Nena          |
| Michael Lane    | Mrs. Lawless | Dritter Platz | Xavier Naidoo |
| James Borges    | Lonely       | Vierter Platz | The BossHoss  |

### Dritte Staffel (2013)

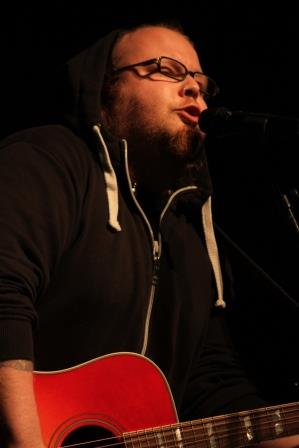
Andreas Kümmert, Gewinner der dritten Staffel

Die dritte Staffel von The Voice of Germany wurde vom 17. Oktober bis 20. Dezember 2013 im Fernsehen ausgestrahlt. In der Jury saßen neben den bisherigen Coaches Nena und dem Duo von The BossHoss erstmals der Rapper und Musikproduzent Max Herre sowie der Songwriter, Sänger und Gitarrist Samu Haber. Die dritte Staffel wurde erneut von Thore Schölermann und backstage von Doris Golpashin moderiert. Der Gewinner der dritten Staffel wurde Andreas Kümmert mit seinem Song Simple Man.
| Kandidat         | Eigenes Lied      | Ergebnis      | Coach(es)    |
| ---------------- | ----------------- | ------------- | ------------ |
| Andreas Kümmert  | Simple Man        | Gewinner      | Max Herre    |
| Chris Schummert  | The Singer        | Zweiter Platz | Samu Haber   |
| Judith van Hel   | Fucking Beautiful | Dritter Platz | Samu Haber   |
| Debbie Schippers | Skin and Bones    | Vierter Platz | The BossHoss |

### Vierte Staffel (2014)
Alec Völkel und Sascha Vollmer von The BossHoss gaben bekannt, dass sie in dieser Staffel nicht mehr als Coaches zur Verfügung stehen werden. Fünf Tage später gab auch Nena ihren Ausstieg aus der Show bekannt. Am 27. März 2014 wurden zwei neue Juroren als BossHoss-Nachfolger benannt: Michi Beck und Smudo von den Fantastischen Vier. Am 3. April 2014 teilte Samu Haber auf Facebook mit, dass er auch in der vierten Staffel Juror sein wird. Am 6. Mai 2014 wurde das dritte Jury-Mitglied bekanntgegeben: Max Herre geht, dafür kehrt Rea Garvey zurück. Am 3. Juli gab das Management von Stefanie Kloß bekannt, dass sie Nena in der Jury ersetzen wird. Moderiert wurde die vierte Staffel erneut von Thore Schölermann und backstage von Doris Golpashin. Die Gewinnerin der vierten Staffel wurde Charley Ann Schmutzler mit ihrem Song Blue Heart.
| Kandidat               | Eigenes Lied        | Ergebnis      | Coach(es)            |
| ---------------------- | ------------------- | ------------- | -------------------- |
| Charley Ann Schmutzler | Blue Heart          | Gewinner      | Michi Beck und Smudo |
| Lina Arndt             | Love in a Cold Room | Zweiter Platz | Rea Garvey           |
| Andrei Vesa            | Moving On           | Dritter Platz | Samu Haber           |
| Marion Campbell        | Lifetime            | Vierter Platz | Stefanie Kloß        |

### Fünfte Staffel (2015)

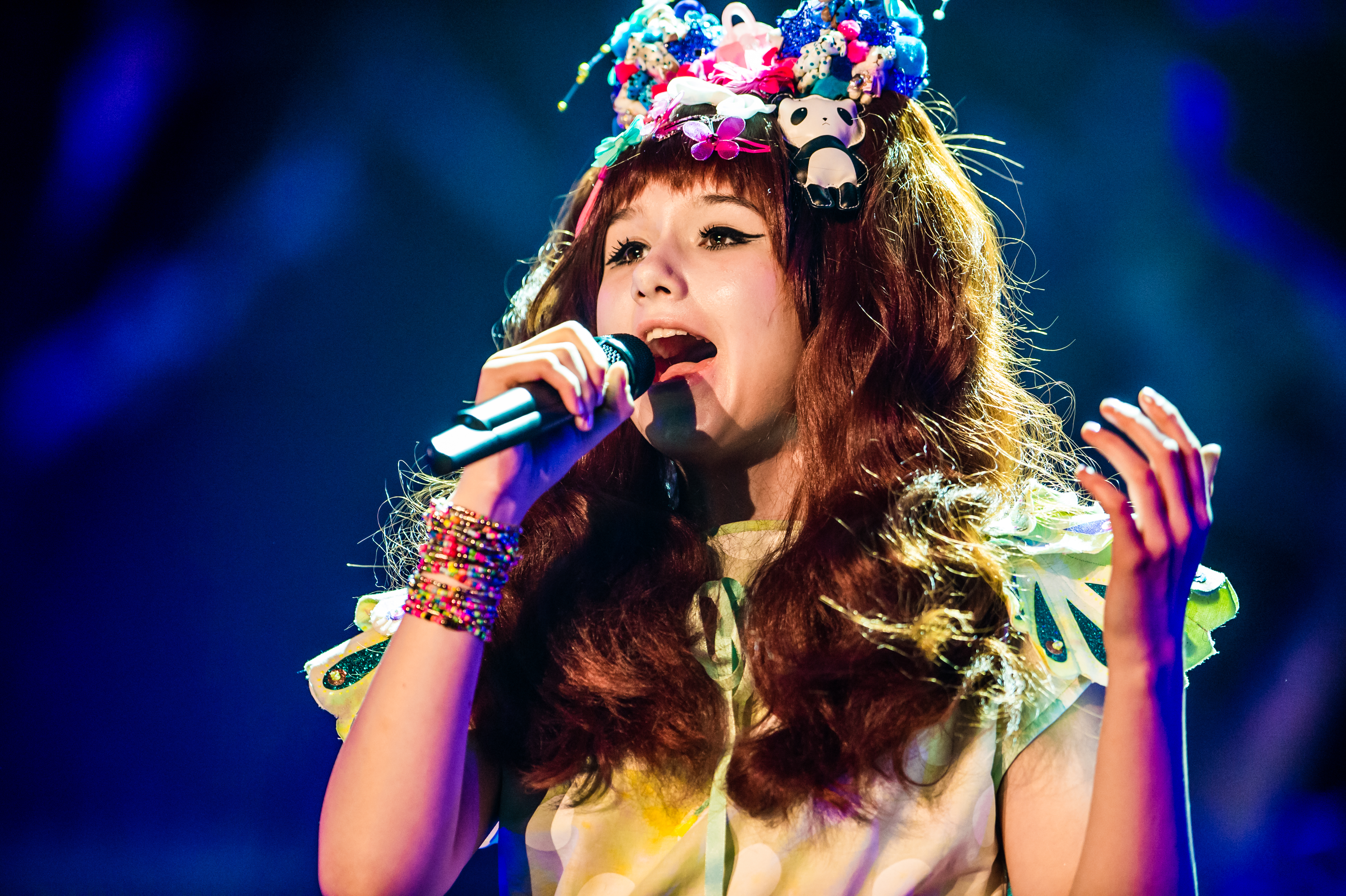
Jamie-Lee Kriewitz, Siegerin der fünften Staffel

Anfang Mai 2015 gab Samu Haber seinen Ausstieg aus der Show bekannt. Andreas Bourani übernahm seinen Platz. Die weiteren Coaches blieben der Show erhalten. Die Moderatorin Doris Golpashin wurde durch Lena Gercke ersetzt. Die Gewinnerin der fünften Staffel wurde Jamie-Lee Kriewitz mit ihrem Song Ghost.
| Kandidat           | Eigenes Lied               | Ergebnis      | Coach(es)            |
| ------------------ | -------------------------- | ------------- | -------------------- |
| Jamie-Lee Kriewitz | Ghost                      | Gewinner      | Michi Beck und Smudo |
| Ayke Witt          | Bis gleich                 | Zweiter Platz | Andreas Bourani      |
| Tiffany Kemp       | Have You Ever Been in Love | Dritter Platz | Andreas Bourani      |
| Isabel Ment        | In Reverse                 | Vierter Platz | Stefanie Kloß        |

### Sechste Staffel (2016)
Ende April 2016 wurde bekanntgegeben, dass Rea Garvey die Jury verlässt und Samu Haber zurückkehrt. Am 14. Juni 2016 wurde bekanntgegeben, dass Michi Beck und Smudo sowie Andreas Bourani weiter dabei sind und dass Stefanie Kloß durch Yvonne Catterfeld ersetzt wird. Am 15. September 2016 wurde bekannt, dass die Show ab dem 20. Oktober 2016 auf ProSieben donnerstags und auf Sat.1 nun sonntags ausgestrahlt wird. Der Gewinner der sechsten Staffel ist Tay Schmedtmann.
| Kandidat              | Eigenes Lied     | Ergebnis      | Coach(es)            |
| --------------------- | ---------------- | ------------- | -------------------- |
| Tay Schmedtmann       | Lauf, Baby, Lauf | Gewinner      | Andreas Bourani      |
| Robin Resch           | Disneyland       | Zweiter Platz | Samu Haber           |
| Marc Amacher          | Roots Boy Boogie | Dritter Platz | Michi Beck und Smudo |
| Boris Alexander Stein | Losgelöst        | Vierter Platz | Yvonne Catterfeld    |

### Siebte Staffel (2017)
In dieser Staffel wurde Andreas Bourani durch den The Voice Kids-Coach Mark Forster ersetzt. Yvonne Catterfeld, Samu Haber sowie Michi Beck und Smudo sind weiter dabei. Auch die Doppelmoderation mit Thore Schölermann und Lena Gercke blieb bestehen. Die Staffel startete am 19. Oktober 2017 und endete am 17. Dezember 2017. Gewinnerin wurde Natia Todua. In diesem Jahr sang keiner der Kandidaten einen eigenen Song.
| Kandidat         | Ergebnis      | Coach(es)            |
| ---------------- | ------------- | -------------------- |
| Natia Todua      | Gewinner      | Samu Haber           |
| Benedikt Köstler | Zweiter Platz | Mark Forster         |
| Anna Heimrath    | Dritter Platz | Michi Beck und Smudo |
| BB Thomaz        | Vierter Platz | Yvonne Catterfeld    |

### Achte Staffel (2018)
Die Juroren Yvonne Catterfeld, Mark Forster sowie Michi Beck und Smudo waren weiterhin dabei, Samu Haber wurde durch Michael Patrick Kelly ersetzt. Das Moderatorenduo aus Lena Gercke und Thore Schölermann blieb bestehen.
Die Ausstrahlung im Fernsehen begann am 18. Oktober 2018 und endete am 16. Dezember 2018. Wie im Vorjahr sang keiner der Teilnehmer einen eigenen Finalsong. Sieger wurde Samuel Rösch aus der Gruppe von Michael Patrick Kelly.
| Kandidat          | Ergebnis      | Coach(es)             |
| ----------------- | ------------- | --------------------- |
| Samuel Rösch      | Gewinner      | Michael Patrick Kelly |
| Ben Dolic         | Zweiter Platz | Yvonne Catterfeld     |
| Jessica Schaffler | Dritter Platz | Mark Forster          |
| Eros Atomus Isler | Vierter Platz | Michi Beck und Smudo  |

### Neunte Staffel (2019)
Im April 2019 gaben Michi Beck und Smudo ihren Abschied von The Voice of Germany nach fünf Staffeln bekannt. Im Mai verkündeten auch Yvonne Catterfeld und Michael Patrick Kelly ihren Ausstieg. Am 26. Mai 2019 wurde die Rückkehr Rea Garveys bestätigt, neben ihm und Mark Forster nahmen Alice Merton und Sido erstmals auf den Stühlen Platz. Neu war die Einführung eines fünften Coaches, der ein Team aus nicht weitergekommenen Teilnehmern für eine Comeback Stage zusammenstellte, deren zwei beste Talente im Halbfinale wieder auf die anderen Teams trafen.
| Kandidat                  | Eigenes Lied    | Ergebnis      | Coach        |
| ------------------------- | --------------- | ------------- | ------------ |
| Claudia Emmanuela Santoso | Goodbye         | Gewinner      | Alice Merton |
| Erwin Kintop              | How Bout You    | Zweiter Platz | Rea Garvey   |
| Lucas Rieger              | Unlove          | Dritter Platz | Nico Santos  |
| Fidi Steinbeck            | Warte mal       | Vierter Platz | Mark Forster |
| Freschta Akbarzada        | Meine 3 Minuten | Fünfter Platz | Sido         |

### Zehnte Staffel (2020)
| Kandidat          | Eigenes Lied     | Ergebnis      | Coach                               |
| ----------------- | ---------------- | ------------- | ----------------------------------- |
| Paula Dalla Corte | Someone Better   | Gewinner      | Samu Haber und Rea Garvey           |
| Oliver Henrich    | If It Wasn’t You | Zweiter Platz | Stefanie Kloß und Yvonne Catterfeld |
| Mael und Jonas    | Treat You Right  | Dritter Platz | Nico Santos                         |
| Alessandro Pola   | Don’t You Worry  | Vierter Platz | Michael Schulte                     |
| Tosari Udayana    | Right Here       | Fünfter Platz | Mark Forster                        |

### Elfte Staffel (2021)
Während des Finales der zehnten Staffel am 20. Dezember 2020 kündigte Moderator Thore Schölermann eine elfte Staffel für 2021 an. Am 9. Juni 2021 wurde bekannt gegeben, dass Samu Haber, Rea Garvey, Stefanie Kloß und Yvonne Catterfeld nicht in der elften Staffel dabei sein werden. Am 15. Juni 2021 wurde bekannt gegeben, dass neben Mark Forster und Nico Santos erstmals Sarah Connor und Johannes Oerding als Coaches vorgesehen sind. Die Ausstrahlung der elften Staffel begann am 7. Oktober 2021 und endete mit dem Finale am 19. Dezember 2021.
| Kandidat                     | Eigenes Lied        | Ergebnis      | Coach            |
| ---------------------------- | ------------------- | ------------- | ---------------- |
| Sebastian Krenz              | What They Call Life | Gewinner      | Johannes Oerding |
| Gugu Zulu                    | When It Goes Down   | Zweiter Platz | Nico Santos      |
| Katarina Mihaljevic          | Girl In A Big Shirt | Dritter Platz | Sarah Connor     |
| Linda Elsener                | How To Fall In Love | Vierter Platz | Elif             |
| Charlene und Florian Gallant | Above And Beyond    | Fünfter Platz | Mark Forster     |

### Zwölfte Staffel (2022)
Die zwölfte Staffel wurde vom 18. August bis zum 4. November 2022 im Fernsehen ausgestrahlt. Sie wurde von Thore Schölermann und Melissa Khalaj moderiert. Zur Jury gehörten Mark Forster, Rea Garvey, Stefanie Kloß und Peter Maffay. Den Wettbewerb gewann Anny Ogrezeanu aus der Coachinggruppe von Mark Forster, der damit seinen ersten Sieg bei The Voice of Germany errang.
| Kandidat        | Ergebnis      | Coach         |
| --------------- | ------------- | ------------- |
| Anny Ogrezeanu  | Gewinner      | Mark Forster  |
| Julian Pförtner | Zweiter Platz | Peter Maffay  |
| Tammo Förster   | Dritter Platz | Rea Garvey    |
| Basti Schmidt   | Vierter Platz | Stefanie Kloß |

### 13. Staffel (2023)
Die 13. Staffel wurde vom 21. September bis zum 8. Dezember 2023 ausgestrahlt. Erneut moderierten Thore Schölermann und Melissa Khalaj. Die Jury bestand aus Giovanni Zarrella, Shirin David, Ronan Keating sowie den Brüdern Bill und Tom Kaulitz.
Eine neue Regel war der „Block“ in den Blind Auditions: Jeder Coach konnte dreimal per Knopfdruck einen der anderen Coaches vorab blockieren. Der betreffende Kandidat durfte den blockierten Coach nicht auswählen.
Ebenfalls neu in Staffel 13: Die Phase der „Sing-Offs“ wird durch die „Teamfights“ ersetzt. Die Konzeptänderung macht es nun möglich, dass ein Coach alle seine Talente verlieren oder sein gesamtes Team in die nächste Runde bringen konnte.
| Kandidat                 | Eigenes Lied   | Ergebnis      | Coach                        |
| ------------------------ | -------------- | ------------- | ---------------------------- |
| Malou Lovis Kreyelkamp   | Glacier Rivers | Gewinner      | Bill Kaulitz und Tom Kaulitz |
| Desirey Sarpong Agyemang | Break of Day   | Zweiter Platz | Giovanni Zarrella            |
| Egon Herrnleben          | Monsters       | Dritter Platz | Ronan Keating                |
| Joy Esquivias            | Promenade      | Vierter Platz | Shirin David                 |
| Emely Myles              | We Got This    | Fünfter Platz | Ronan Keating                |

### 14. Staffel (2024)
Die 14. Staffel wurde vom 26. September bis 6. Dezember 2024 ausgestrahlt. Erneut moderierten Thore Schölermann und Melissa Khalaj. Die Jury bestand aus Mark Forster, Yvonne Catterfeld, Samu Haber und erstmals Kamrad.
Neu war die Regeländerung, dass in der „Teamfights“-Phase 99 ehemalige Talente aus allen bisherigen Staffeln von The Voice of Germany, The Voice Kids und The Voice Senior über das Weiterkommen oder Ausscheiden der Teilnehmer entschieden. Siegerin wurde Jennifer Lynn.

### 15. Staffel (2025)
Die 15. Staffel soll ab Herbst 2025 ausgestrahlt werden. Erneut sollen Thore Schölermann und Melissa Khalaj moderieren. Die Jury besteht aus Rea Garvey, Nico Santos, Shirin David sowie dem Duo Michi Beck und Smudo. Calum Scott ist Coach der Comeback-Stage.

## Mitwirkende

### Coaches
| Coaches               | Staffeln | Staffeln | Staffeln | Staffeln | Staffeln | Staffeln | Staffeln | Staffeln | Staffeln | Staffeln | Staffeln | Staffeln | Staffeln | Staffeln | Staffeln |
| Coaches               | 1        | 2        | 3        | 4        | 5        | 6        | 7        | 8        | 9        | 10       | 11       | 12       | 13       | 14       | 15       |
| --------------------- | -------- | -------- | -------- | -------- | -------- | -------- | -------- | -------- | -------- | -------- | -------- | -------- | -------- | -------- | -------- |
| Nena                  |          |          |          |          |          |          |          |          |          |          |          |          |          |          |          |
| BossHoss              |          |          |          |          |          |          |          |          |          |          |          |          |          |          |          |
| Xavier Naidoo         |          |          |          |          |          |          |          |          |          |          |          |          |          |          |          |
| Rea Garvey 2          |          |          |          |          |          |          |          |          |          |          |          |          |          |          |          |
| Max Herre             |          |          |          |          |          |          |          |          |          |          |          |          |          |          |          |
| Samu Haber 2          |          |          |          |          |          |          |          |          |          |          |          |          |          |          |          |
| Stefanie Kloß 3       |          |          |          |          |          |          |          |          |          |          |          |          |          |          |          |
| Michi & Smudo         |          |          |          |          |          |          |          |          |          |          |          |          |          |          |          |
| Andreas Bourani       |          |          |          |          |          |          |          |          |          |          |          |          |          |          |          |
| Yvonne Catterfeld 3   |          |          |          |          |          |          |          |          |          |          |          |          |          |          |          |
| Mark Forster          |          |          |          |          |          |          |          |          |          |          |          |          |          |          |          |
| Michael Patrick Kelly |          |          |          |          |          |          |          |          |          |          |          |          |          |          |          |
| Alice Merton          |          |          |          |          |          |          |          |          |          |          |          |          |          |          |          |
| Sido                  |          |          |          |          |          |          |          |          |          |          |          |          |          |          |          |
| Nico Santos 1         |          |          |          |          |          |          |          |          |          |          |          |          |          |          |          |
| Michael Schulte 4     |          |          |          |          |          |          |          |          |          |          |          |          |          |          |          |
| Sarah Connor          |          |          |          |          |          |          |          |          |          |          |          |          |          |          |          |
| Johannes Oerding      |          |          |          |          |          |          |          |          |          |          |          |          |          |          |          |
| Elif 5                |          |          |          |          |          |          |          |          |          |          |          |          |          |          |          |
| Peter Maffay          |          |          |          |          |          |          |          |          |          |          |          |          |          |          |          |
| Shirin David          |          |          |          |          |          |          |          |          |          |          |          |          |          |          |          |
| Ronan Keating         |          |          |          |          |          |          |          |          |          |          |          |          |          |          |          |
| Bill und Tom Kaulitz  |          |          |          |          |          |          |          |          |          |          |          |          |          |          |          |
| Giovanni Zarrella     |          |          |          |          |          |          |          |          |          |          |          |          |          |          |          |
| Kamrad                |          |          |          |          |          |          |          |          |          |          |          |          |          |          |          |
| Calum Scott           |          |          |          |          |          |          |          |          |          |          |          |          |          |          |          |

Anmerkungen

### Moderatoren
Legende
_ Moderator/-in
_ Vertretung
_ Babypause; in den Liveshows wieder dabei
| Moderatoren            | Staffeln | Staffeln | Staffeln | Staffeln | Staffeln | Staffeln | Staffeln | Staffeln | Staffeln | Staffeln | Staffeln | Staffeln | Staffeln | Staffeln | Staffeln |
| Moderatoren            | 1        | 2        | 3        | 4        | 5        | 6        | 7        | 8        | 9        | 10       | 11       | 12       | 13       | 14       | 15       |
| ---------------------- | -------- | -------- | -------- | -------- | -------- | -------- | -------- | -------- | -------- | -------- | -------- | -------- | -------- | -------- | -------- |
| Stefan Gödde           |          |          |          |          |          |          |          |          |          |          |          |          |          |          |          |
| Doris Golpashin        |          |          |          |          |          |          |          |          |          |          |          |          |          |          |          |
| Thore Schölermann 7    |          |          |          |          |          |          |          |          |          |          |          |          |          |          |          |
| Lena Gercke 6          |          |          |          |          |          |          |          |          |          |          |          |          |          |          |          |
| Annemarie Carpendale 6 |          |          |          |          |          |          |          |          |          |          |          |          |          |          |          |
| Melissa Khalaj 7       |          |          |          |          |          |          |          |          |          |          |          |          |          |          |          |
| Steven Gätjen 7        |          |          |          |          |          |          |          |          |          |          |          |          |          |          |          |

Anmerkungen

### Liveband
Seit der ersten Staffel im Jahr 2011 werden die Auftritte der Teilnehmer von einer Liveband begleitet, die aus acht Musikern besteht, darunter Lillo Scrimali als musikalischem Leiter, sowie Florian Dauner, Michael Paucker, Bene Aperdannier, Tobias Weidinger und anderen.

## Ableger
Es gibt drei Varianten der deutschen Ausgabe von The Voice: Neben dem Originalformat The Voice of Germany gehören die Ableger The Voice Kids (seit 2013) und The Voice Senior (2018–2019) dazu. Diese haben unterschiedliche Altersgruppen als Voraussetzung für die Teilnahme. Mit The Voice Rap startet am 14. September 2023 ein weiteres Format, bei dem erstmalig nur Rapper gecastet werden. Kool Savas und Dardan als Coach-Besetzung suchen den Kandidaten, der dann im Halbfinale der Hauptsendung gegen die anderen Teilnehmer antritt.
| Show                 | Altersgruppe    | weitere Infos                         |
| -------------------- | --------------- | ------------------------------------- |
| The Voice Kids       | 8 bis 15 Jahre  | → Hauptartikel : The Voice Kids       |
| The Voice of Germany | 16 bis 59 Jahre | → Hauptartikel : The Voice of Germany |
| The Voice Senior     | ab 60 Jahre     | → Hauptartikel : The Voice Senior     |

### Alle Coaches vonThe Voice
In der folgenden Tabelle sind alle Coaches der deutschen The Voice-Varianten aufgelistet, absteigend sortiert nach der Anzahl der beteiligten Staffeln. Bei gleicher Staffelanzahl wird nach dem ersten Beteiligungsjahr sortiert.
An den meisten Staffeln als Coach beteiligt war Mark Forster (13 Staffeln). Zudem sind er und das Duo Alec Völkel und Sascha Vollmer von der Band The BossHoss die Einzigen, die an allen drei Shows des deutschen The Voice-Universums beteiligt waren.
Legende
_ an der bisher letzten bzw. aktuellen Staffel beteiligter Coach
| Coach                 |                                                                    | The Voice of Germany                                      | The Voice Kids          | The Voice Senior   |  | Anzahl Staffeln |
| Mark Forster          | 2017–2022, 2024 (Staffel 7–12, 14)                                 | 2015–2019 (Staffel 3–7)                                   | 2018–2019 (Staffel 1)   | 13 (davon 3 Siege) |  |                 |
| Lena Meyer-Landrut    |                                                                    | 2013–2016, 2019–2020, 2022–2024 (Staffel 1–4, 7–8, 10–12) |                         | 9 (davon 1 Sieg)   |  |                 |
| Michi & Smudo         | 2014–2018 (Staffel 4–8)                                            | 2021–2024 (Staffel 9–12)                                  |                         | 9 (davon 4 Siege)  |  |                 |
| Rea Garvey            | 2011–2012, 2014–2015, 2019–2020, 2022 (Staffel 1–2, 4–5, 9–10, 12) |                                                           |                         | 7 (davon 2 Siege)  |  |                 |
| Yvonne Catterfeld     | 2016–2018, 2020, 2024 (Staffel 6–8, 10, 14)                        |                                                           | 2018–2019 (Staffel 1–2) | 7                  |  |                 |
| The BossHoss          | 2011–2013 (Staffel 1–3)                                            | 2019 (Staffel 7)                                          | 2018–2019 (Staffel 1–2) | 6 (davon 2 Siege)  |  |                 |
| Samu Haber            | 2013–2014, 2016–2017, 2020, 2024 (Staffel 3–4, 6–7, 10, 14)        |                                                           |                         | 6 (davon 3 Siege)  |  |                 |
| Stefanie Kloß         | 2014–2015, 2020, 2022 (Staffel 4–5, 10, 12)                        | 2019, 2021 (Staffel 7, 9)                                 |                         | 6 (davon 1 Sieg)   |  |                 |
| Nena                  | 2011–2013 (Staffel 1–3)                                            | 2017–2018 (Staffel 5–6)                                   |                         | 5 (davon 1 Sieg)   |  |                 |
| Sasha                 |                                                                    | 2016–2017, 2020 (Staffel 4–5, 8)                          | 2018–2019 (Staffel 1–2) | 5 (davon 3 Siege)  |  |                 |
| Álvaro Soler          |                                                                    | 2021–2024 (Staffel 9–12)                                  |                         | 4                  |  |                 |
| Wincent Weiss         |                                                                    | 2021–2024 (Staffel 9–12)                                  |                         | 5 (davon 2 Siege)  |  |                 |
| Nico Santos           | 2019–2021 (Staffel 9–11)                                           |                                                           |                         | 3                  |  |                 |
| Xavier Naidoo         | 2011–2012 (Staffel 1–2)                                            |                                                           |                         | 2                  |  |                 |
| Henning Wehland       |                                                                    | 2013–2014 (Staffel 1–2)                                   |                         | 2 (2 Siege)        |  |                 |
| Johannes Strate       |                                                                    | 2014–2015 (Staffel 2–3)                                   |                         | 2                  |  |                 |
| Andreas Bourani       | 2015–2016 (Staffel 5–6)                                            |                                                           |                         | 2 (davon 1 Sieg)   |  |                 |
| Larissa Kerner        |                                                                    | 2017–2018 (Staffel 5–6)                                   |                         | 2 (davon 1 Sieg)   |  |                 |
| Max Giesinger         |                                                                    | 2018, 2020 (Staffel 6, 8)                                 |                         | 2                  |  |                 |
| Michael Patrick Kelly | 2018 (Staffel 8)                                                   |                                                           | 2019 (Staffel 2)        | 2 (davon 1 Sieg)   |  |                 |
| Tim Bendzko           |                                                                    | 2013 (Staffel 1)                                          |                         | 1                  |  |                 |
| Max Herre             | 2013 (Staffel 3)                                                   |                                                           |                         | 1 (1 Sieg)         |  |                 |
| Alice Merton          | 2019 (Staffel 9)                                                   |                                                           |                         | 1 (1 Sieg)         |  |                 |
| Sido                  | 2019 (Staffel 9)                                                   |                                                           |                         | 1                  |  |                 |
| Deine Freunde         |                                                                    | 2020 (Staffel 8)                                          |                         | 1                  |  |                 |
| Michael Schulte       | 2020 (Staffel 10)                                                  |                                                           |                         | 1                  |  |                 |
| Sarah Connor          | 2021 (Staffel 11)                                                  |                                                           |                         | 1                  |  |                 |
| Elif                  | 2021 (Staffel 11)                                                  |                                                           |                         | 1                  |  |                 |
| Johannes Oerding      | 2021 (Staffel 11)                                                  |                                                           |                         | 1 (1 Sieg)         |  |                 |
| Peter Maffay          | 2022 (Staffel 12)                                                  |                                                           |                         | 1                  |  |                 |
| Shirin David          | 2023 (Staffel 13)                                                  |                                                           |                         | 1                  |  |                 |
| Ronan Keating         | 2023 (Staffel 13)                                                  |                                                           |                         | 1                  |  |                 |
| Bill und Tom Kaulitz  | 2023 (Staffel 13)                                                  |                                                           |                         | 1 (1 Sieg)         |  |                 |
| Giovanni Zarrella     | 2023 (Staffel 13)                                                  |                                                           |                         | 1                  |  |                 |
| Kamrad                | 2024 (Staffel 14)                                                  |                                                           |                         | 1                  |  |                 |

## Rezeption

### Kritik
In den Medien traf die Castingshow zum Teil auf kritische Stimmen. Bei der Kandidatenauswahl werde vorgefiltert, so dass auffällig viele Kandidaten attraktiv aussähen oder bewegende Geschichten mitbrächten.
Kritisiert wurden auch die Verträge der Teilnehmer. Während der Fernsehshow werde den Kandidaten meist vorgeschrieben, welche Lieder sie zu singen hätten. Auch nach dem Ende der Show seien sie an die Universal Music Group gebunden. Die finanziellen Bedingungen bis einschließlich des dritten Albums nach der Fernsehshow seien nicht verhandelbar.

### Einschaltquoten
| Staffel | Folgen | Zuschauer durchschnittlich | Zuschauer durchschnittlich | Marktanteil | Marktanteil     | Quelle |
| Staffel | Folgen | Gesamt                     | 14 bis 49 Jahre            | Gesamt      | 14 bis 49 Jahre | Quelle |
| ------- | ------ | -------------------------- | -------------------------- | ----------- | --------------- | ------ |
| 1       | 17     | 4,16 Mio.                  | 2,96 Mio.                  | 13,4 %      | 24,3 %          | [ 43 ] |
| 2       | 16     | 4,02 Mio.                  | 2,71 Mio.                  | 13,3 %      | 23,0 %          | [ 44 ] |
| 3       | 17     | 3,67 Mio.                  | 2,33 Mio.                  | 12,2 %      | 20,5 %          | [ 45 ] |
| 4       | 17     | 3,52 Mio.                  | 2,21 Mio.                  | 12,0 %      | 20,3 %          | [ 46 ] |
| 5       | 17     | 3,27 Mio.                  | 1,97 Mio.                  | 11,0 %      | 18,8 %          | [ 47 ] |
| 6       | 17     | 3,58 Mio.                  | 2,19 Mio.                  | 11,2 %      | 19,2 %          | [ 48 ] |
| 7       | 17     | 3,70 Mio.                  | 2,12 Mio.                  | 12,1 %      | 20,2 %          | [ 49 ] |
| 8       | 17     | 2,94 Mio.                  | 1,62 Mio.                  | 9,9 %       | 16,6 %          | [ 50 ] |
| 9       | 17     | 2,84 Mio.                  | 1,49 Mio.                  | 10,1 %      | 16,8 %          | [ 51 ] |
| 10      | 19     | 2,67 Mio.                  | 1,28 Mio.                  | 8,9 %       | 14,6 %          | [ 52 ] |
| 11      | 19     | 1,91 Mio.                  | 0,8 Mio.                   | 7,0 %       | 11,5 %          | [ 53 ] |
| 12      | 19     | 1,86 Mio.                  | 0,57 Mio.                  | 8,0 %       | 11,1 %          | [ 54 ] |
| 13      | 19     | 1,57 Mio.                  | 0,6 Mio.                   | 6,6 %       | 11,7 %          | [ 55 ] |
| 14      | 17     | 1,6 Mio.                   | 0,46 Mio.                  | 6,9 %       | 10,1 %          | [ 56 ] |

Die bisher höchste Einschaltquote beim Gesamtpublikum (5,24 Millionen Zuschauer und 17,6 Prozent) erreichte Sat.1 mit der Ausstrahlung der zweiten Blind-Auditions-Ausgabe der zweiten Staffel am 19. Oktober 2012. Die meisten Zuschauer aus der werberelevanten Zielgruppe (3,96 Millionen Zuschauer und 30,9 Prozent) schalteten am 8. Dezember 2011 ein, als ProSieben die fünfte Blind-Auditions-Ausgabe der ersten Staffel übertrug.
Die meistgesehene Folge in einer Staffel ist stets eine Blind-Auditions-Sendung; in der ersten und vierten Staffel eine auf ProSieben ausgestrahlte, sonst eine auf Sat.1 ausgestrahlte Sendung. Die zuschauerärmste Folge einer Staffel wurde bis zur vierten Staffel von Sat.1 ausgestrahlt und seit der fünften Staffel von ProSieben.
Die zuschauerärmste Folge einer Staffel war in der 1., 4. und 5. Staffel jeweils eine Liveshow und in der 2. und 3. Staffel das Halbfinale. Seit der 6. Staffel war dies stets eine Sing-Off-Folge, wobei das Sing-Off-Format erst in jener Staffel eingeführt wurde. (Stand 09/2020)

### Chartplatzierungen
Aufgelistet sind nur die Titel, welche im Finale als eigene Titel gesungen wurden und in die Charts gelangten. In den ersten beiden Staffeln waren auch die in den Liveshows gesungenen Titel als Download-Track erhältlich und konnten sich in den Charts platzieren.

Das Ende der ersten Staffel lag im Februar 2012, deshalb sind für dieses Jahr die Finalisten beider Staffeln aufgeführt.
| Jahr | Finalist                  | Lied                            | Chartplatzierungen | Chartplatzierungen | Chartplatzierungen |
| Jahr | Finalist                  | Lied                            | DE                 | AT                 | CH                 |
| ---- | ------------------------- | ------------------------------- | ------------------ | ------------------ | ------------------ |
| 2012 | Ivy Quainoo               | Do You Like What You See        | 2                  | 8                  | 12                 |
| 2012 | Kim Sanders               | Haunted                         | 13                 | 37                 | 34                 |
| 2012 | Michael Schulte           | Carry Me Home                   | 8                  | 30                 | 25                 |
| 2012 | Max Giesinger             | Dach der Welt                   | 14                 | 39                 | 65                 |
| 2012 | Nick Howard               | Unbreakable                     | 5                  | 19                 | 26                 |
| 2012 | Isabell Schmidt           | Heimweh                         | 20                 | 72                 | 62                 |
| 2012 | Michael Lane              | Mrs. Lawless                    | 33                 | –                  | –                  |
| 2013 | Andreas Kümmert           | Simple Man                      | 2                  | 10                 | 8                  |
| 2013 | Chris Schummert           | The Singer                      | 12                 | 20                 | 17                 |
| 2013 | Judith van Hel            | Fucking Beautiful               | 20                 | 28                 | 21                 |
| 2013 | Debbie Schippers          | Skin and Bones                  | 57                 | –                  | –                  |
| 2014 | Charley Ann Schmutzler    | Blue Heart                      | 3                  | 33                 | 12                 |
| 2014 | Lina Arndt                | Love in a Cold Room             | 18                 | 43                 | 29                 |
| 2014 | Andrei Vesa               | Moving On                       | 85                 | –                  | –                  |
| 2014 | Marion Campbell           | Lifetime                        | 86                 | –                  | –                  |
| 2015 | Jamie-Lee Kriewitz        | Ghost                           | 11                 | 65                 | 26                 |
| 2015 | Ayke Witt                 | Bis gleich                      | 28                 | –                  | 69                 |
| 2016 | Tay Schmedtmann           | Lauf, Baby, lauf                | 23                 | –                  | 43                 |
| 2019 | Claudia Emmanuela Santoso | Goodbye                         | –                  | –                  | 62                 |
| 2019 | Erwin Kintop              | How Bout You (feat. Rea Garvey) | –                  | –                  | 98                 |
| 2019 | Fidi Steinbeck            | Warte mal (feat. Mark Forster)  | –                  | –                  | 71                 |
| 2019 | Freschta Akbarzada        | Meine 3 Minuten (feat. Sido)    | 33                 | 51                 | 4                  |
| 2020 | Paula Dalla Corte         | Someone Better                  | 30                 | –                  | 3                  |

Am erfolgreichsten war die erste Staffel, aus der sich die Titel aller vier Finalisten in den Top 20 der deutschen Charts platzieren konnten.

### Auszeichnungen und Nominierungen
| Jahr | Award                             | Kategorie                                        | Ergebnis  |
| ---- | --------------------------------- | ------------------------------------------------ | --------- |
| 2012 | Goldene Kamera                    | Beste Unterhaltung                               | Gewonnen  |
| 2012 | Deutscher Fernsehpreis            | Beste Unterhaltung Show                          | Gewonnen  |
| 2012 | Kress-Award                       | TV-Programmierung                                | Gewonnen  |
| 2015 | LEA Award                         | Künstler- / Nachwuchsförderung des Jahres 2014   | Nominiert |
| 2016 | Deutscher Fernsehpreis            | Beste Unterhaltung Primetime                     | Nominiert |
| 2016 | Internationale Eyes & Ears Awards | Beste Interaktions-Kampagne                      | 3. Preis  |
| 2016 | Internationale Eyes & Ears Awards | Bester On-Air-Programm-Spot: Show & Unterhaltung | 1. Preis  |
| 2016 | Internationale Eyes & Ears Awards | Beste crossmediale Event-Kampagne                | 3. Preis  |
| 2017 | Bayerischer Fernsehpreis          | Unterhaltung                                     | Gewonnen  |
| 2017 | Internationale Eyes & Ears Awards | Beste Sonderwerbeform                            | 3. Preis  |
| 2018 | Deutscher Fernsehpreis            | Beste Unterhaltung Show                          | Gewonnen  |
| 2018 | Internationale Eyes & Ears Awards | Beste Verwendung von Musik                       | 3. Preis  |
| 2021 | Nickelodeon Kids’ Choice Awards   | Lieblings-Team: Deutschland, Österreich, Schweiz | Gewonnen  |